# Jahrbuch für den Kreis Pinneberg
Das Jahrbuch für den Kreis Pinneberg ist eine jährlich erscheinende Aufsatzsammlung zu verschiedenen Themengebieten den Kreis Pinneberg betreffend.
Das Jahrbuch erschien erstmals von 1917 bis 1922 im J. W. Groth Verlag in Elmshorn und wurde wieder im regelmäßigen Abstand von 1938 bis 1941 verlegt. Seit 1967 erscheint das Buch in einer jährlichen Ausgabe. Herausgegeben wird es vom Heimatverband für den Kreis Pinneberg e. V. Die Beiträge werden von ehrenamtlichen Mitarbeitern bis Mitte eines Jahres eingereicht. 2008 wurde der Titel in Heimatkundliches Jahrbuch für den Kreis Pinneberg umbenannt. Das Jahrbuch erscheint jeweils im November des Vorjahres, so erschien die 57. Ausgabe für 2014 im November 2013.